# Szirénázó szupercsapat: Karácsonyi kalamajka
A Szirénázó szupercsapat: Karácsonyi kalamajka (eredeti cím: Vennebyen: Jul i Vennebyen) norvég 3D-s számítógépes animációs film, amely a Szirénázó szupercsapat című sorozat karácsonyi külön kiadása. Ezen kívül készült készült még egy külön kiadás a Szirénázó szupercsapat: Halloween-i hercehurca. Magyarországon 2012. december 7-én a Minimax-on adták le.

## Ismertető
A szirénázó szupercsapatban dolgozó tagok nem pihenne még karácsonykor sem. Martin és Mia is beöltözik Mikulás kísérő jelmezbe, most nem hagyományos öltözetet vesznek fel. A többi tag pedig egy zenekart szeretne alakítani, hogy abban a pillanatban, amikor a karácsonyünnepi fények kigyulladnak, egy dallal szeretnék emlékezetessé csinálni a karácsony ünnepét. Ted készít egy szánkót, hogy legyen olyan tárgy, amivel tudja fuvarozni a Mikulást. Jumpi és Kimmy az előkészületkor nem vesznek részt, mert egymástól külön mind a kettőjüknek az a döntésük, hogy télapójelmezbe öltöznek, de ez aztán a város lakói számára nagy felfordulást okoz. A sok kalandos kavarodás után a város lakóinak apraja és nagyja összegyűlik egy jól látható bemutatón, amit még az igazi mikulás sem tétlenül figyel. A mikulás, hogy meglátogatja e az izgatottan készülődő város lakóit, az kiderül a történet végigkíséréséből.